# Червін (гміна)
Гміна Червін (пол. Gmina Czerwin) — сільська гміна у центральній Польщі. Належить до Остроленцького повіту Мазовецького воєводства.
Станом на 31 грудня 2011 у гміні проживало 5185 осіб.

## Територія
Згідно з даними за 2007 рік площа гміни становила 171.13 км², у тому числі:
- орні землі: 77.00%
- ліси: 15.00%

Таким чином, площа гміни становить 8.15% площі повіту.

## Населення
Станом на 31 грудня 2011:
| Опис     | Загалом | Загалом | Чоловіки | Чоловіки | Жінки | Жінки |
| -------- | ------- | ------- | -------- | -------- | ----- | ----- |
| одиниця  | осіб    | %       | осіб     | %        | осіб  | %     |
| все      | 5185    | 100     | 2607     | 50.28    | 2578  | 49.72 |
| міське   | 0       | 100     | 0        |          | 0     |       |
| сільське | 5185    | 100     | 2607     | 50.28    | 2578  | 49.72 |

## Сусідні гміни
Гміна Червін межує з такими гмінами: Вонсево, Ґоворово, Жекунь, Острув-Мазовецька, Снядово, Старий Люботинь, Трошин.